# 陳冠英
陳冠英（1918年7月2日—1953年5月30日），江蘇海門人，春明書店負責人，在臺灣白色恐怖時期因受暢銷書《新名詞辭典》牽連被處死。

## 生平

### 經營書店
陳冠英於1918年7月2日出生，籍貫海門縣。1932年，他父親陈兆椿在上海創立春明書店，初設在上海福州路，後遷山西路10弄3號，早期以出版言情小說為主。在1936年接下店務的陳冠英，抗戰勝利後聘胡濟濤為主編，改變出版方針，又聘孔另境主編《今文學》叢刊、梅林主編《現代作家文叢》。
1948年，陳冠英前往臺灣尋覓店址，並將大批圖書先行運臺。1949年8月，他藉浙江舟山某書店來滬漁船之便，離開上海同家眷輾轉至台灣，在台北市重慶南路一段49號另開春明書店。

### 新名詞辭典
留在上海的春明書店由員工接手，推舉應耀華等成立店務委員會，決議派職工分赴香港、廣州等地設立分店推銷存書，出版書籍尤以《新名詞辭典》影響最大，屢屢再版。1949年12月3日，《新名詞辭典》初版，編者胡濟濤、陶萍天，校訂者何滿子，初版印三千本。
書中名詞的類主要有三大部分：中華人民共和國建國時期產生的新名詞、舊名詞加上新資料，舊名詞而未失去其時代意義。其間人物介紹還輔以漫畫像。並配發有中國版圖、中央人民政府首任負責人圖表，以及中華人民共和國首部土地改革法。被視為「新中國成立以來最早的一部辭典」。
為配合政治需要，書中添加一些迎合中共觀點的文字，不斷再版。書中在「人物部」有一項「反動派」，收錄許多國民黨名人、還有前清古人如李鴻章、曾國藩等，冠以許多人身攻擊字句。
《新名詞辭典》各版介紹的胡適：

1949年12月版：「胡適，字適之，安徽績溪人，新文學運動的最初發動者。…」
1950年6月版：「胡適，偽自由主義的無恥文人。字適之，安徽績溪人，新文學運動的最初發動者。…」
1952年6月版：「胡適，頭等戰犯之一，偽自由主義的無恥文人。字適之，安徽績溪人。他的思想是近代中國半封建、半殖民地社會中表現得相當集中和典型。…」

### 因書入罪
當新版《新名詞辭典》發往香港春明門市部後，便有一來歷不明之人自稱要批購大量書籍，並當場購買一本《新名詞辭典》。1951年，中華民國海軍攔截一艘中國大陸船隻，搜出兩百多本《新名詞辭典》。
有人密告說台北春明書店和上海春明書店有所聯繫，保安司令部遂於1951年8月將台北春明書店全部資產查封。到香港為謀劃併購香港春明書店的陳冠英，接到家屬通知即於同年9月返臺說明。政府指控三項罪名：第一，走私罪——從香港郵寄四打原子鋼筆來台；第二，資匪罪——自香港匯款給上海的父母；第三，為匪宣傳罪——蓄意編印《新名詞辭典》。對此些罪名，陳冠英分別解釋：一、已在郵局納稅；二、父母年邁，不得不接濟家用；三、此書為他離開上海方出版，且已被重新整理。
上海春明書店還出版徐甫堡所繪的《蔣介石傳奇》一書，當時只有一冊寄往香港春明門市部，存放在寫字臺抽屜裡，後不知去向，一說此書也是中華民國政府要殺他的罪證之一。
1952年8月，保安司令部軍法處初審，以迭次資匪、迭次為匪宣傳的罪状，判陳冠英死刑。初審判決呈到總統府小組審核時，認為「雖不無刑責，但事證尚欠明確」，建議退回復審，蔣介石批「如擬」，在1953年3月，復審改判無期徒刑。但保安司令部再度重送起訴書，蔣介石改批示「應處死刑」以及「財產沒收」。
起訴書摘錄：

（新名詞辭典）內容盡係闡述匪黨理論，宣揚俄寇淫威；廢我正朔，認賊作父，毀我民族文化，助長匪黨叛亂。其詆毀國家元首及政府首長之處更難卒述。該被告竟敢接受印行，銷售數十萬冊，毒禍廣被大陸及海外各地，已非僅為有利於叛徒宣傳之行為所可比擬，實達於意圖以非法之方法顛覆政府而著手實行之程度。姑念該被告能於案發後自動投案，接受國法制裁，尚可矜愍，令予酌情減輕，科處無期徒刑。

1953年5月30日，陳冠英槍決，得年三十五歲，留下妻子、以及從兩歲到十五歲不等的二子三女。

## 身後
陳冠英被沒收的財產包括台北春明書店所有書籍、文具、黃金312兩、美鈔850元、港幣140元等現金及存款。臺北春明書店的房子，因係承租國產，由土地銀行收回。政府沒收的49萬6,528元中，又分14萬8,042元作告密獎金，17萬2,716元作辦案獎金。官方檔案記載，陳家生活日夜苦憫，讀台北第二女中的十五歲長女則精神不清。當時美國駐中華民國大使藍欽極為注意此案，向承辦的保安司令部一再催問，希望取得判決書和審判記錄副本。總統府將此事呈報蔣介石，被批示「緩交」。
銅鑼灣書店股東及員工失蹤事件發生後，國立臺灣師範大學翻譯研究所教授賴慈芸聯想起了陳冠英與啟明書店老闆沈志明應文嬋夫妻。